# 李辅 (北魏)
李辅（436年—482年），字叔直，一作督真，陇西郡狄道县（今甘肃省定西市临洮县）人，北魏镇北将军、敦煌宣公李宝第三子，北魏官员。

## 生平
李辅有才具与名望，以中书博士为起家官，转任司徒议曹掾，又出任镇远将军、颍川郡太守，兼管长社的军队防卫。李辅安抚招集百姓，很得边境地区的和睦。太和六年（482年），李辅在颍川郡太守任内去世，虚岁四十七。朝廷赠予征虏将军、秦州刺史、襄武侯，谥号惠。太和年间，魏孝文帝元宏为弟弟咸阳王元禧娶李辅之女为王妃。

## 家族

### 父亲
- 李宝、北魏镇北将军、敦煌宣公

### 兄弟
- 李承，北魏龙骧将军、荥阳郡太守、姑臧穆侯
- 李茂，北魏光禄大夫、敦煌恭侯
- 李佐，北魏辅国将军、荆州刺史兼都官尚书、泾阳昭子
- 李公业，早卒
- 李冲，北魏镇南将军、侍中、尚书仆射、清渊文穆公

### 子女
- 李庆容，嫁北魏华州刺史、征虏将军、安定王长史辛祥
- 李伯尚，北魏秘书丞、给事黄门侍郎
- 李仲尚，北魏京兆王府参军
- 李季凯，北魏秘书监、中军将军、博平县侯
- 李延庆，北魏镇东将军、金紫光禄大夫
- 李延度，东魏卫将军、安德郡太守
- 李氏，嫁北魏太保、太尉、咸阳王元禧
- 李氏，嫁北魏东阳王元丕第三子元超[8][9]